# Albert I. Saský
Albert Saský, celým jménem: Frederick Augustus Albert Anton Ferdinand Joseph Karl Maria Baptist Nepomuk Wilhelm Xaver Georg Fidelis (23. dubna 1828 Drážďany – 19. června 1902 Szczodre), z dynastie albertinských Wettinovců, byl v letech 1873 až 1902 králem saským.

## Život

### Původ a mládí
Albert se narodil jako nejstarší syn (druhé dítě) z devíti potomků vévody Jana Saského a jeho manželky Amálie Augusty Bavorské. Albert získal vzdělání na univerzitě v Bonnu, na kterou nastoupil v roce 1847.

### Vojenská kariéra
Již v raném mládí projevoval sklony k vojenskému řemeslu a získal vojenské vzdělání. V 15 letech nastoupil do vojenské služby jako poručík a v roce 1849 se v hodnosti kapitána účastnil se saskými vojsky války proti Dánsku, z níž si odnesl saský Vojenský řád sv. Jindřicha a pruský řád «Pour le Mérite (Za zásluhy)». Poté v hodnosti majora velel samostatně budyšínské garnizoně. V roce 1853 se stal velitelem veškeré saské pěchoty.

#### Prusko-rakouská válka
V prusko-rakouské válce (1866) velel celé saské armádě. Koncem června se připojil k proti Prusku sebrané Severní rakouské armádě a měl především podporovat generála Eduarda Clam-Gallase. Spolu s ním se účastnil 28. a 29. června bitev u Mnichova Hradiště a Jičína a 3. července u Hradce Králové úporně hájil pozici proti von Bittenfeldovi; vojenské umění a chrabrost saských jednotek uznával i nepřítel. Albertovy zásluhy byly oceněny velkým křížem Vojenského řádu sv. Jindřicha a rytířským křížem rakouského řádu Marie Terezie.

#### Francouzsko-pruská válka
Na začátku francouzsko-pruské války v roce 1870 se saský korpus po velením prince Alberta připojil k Druhé německé armádě řízené princem Fridrichem Karlem Pruským. 18. srpna spolu s pruským gardovým korpusem s velkými oběťmi dobyl v bitvě u Gravelotte – St. Privat) silnou francouzskou pozici a tak zásadně přispěl k vítězství. Poté dostal velení znovu zformované Čtvrté armády, uskutečnil proslulý boční přesun k severu, porazil 30. srpna Mac-Mahona u Beaumontu a významně participoval v rozhodné bitvě u Sedanu, v níž byl francouzský císař Napoleon III. 2. září 1870 s armádou téměř 100 000 vojáků zajat. Po uzavření míru byl jmenován saským generálem-polním maršálem, současně mu byla německým císařem udělena maršálská hůl pruského generála-polního maršála.

### Vláda
9. srpna roku 1854 se Albert stal princem následníkem (korunním princem) poté, co jeho otec nastoupil jako Jan I. Saský na saský trůn po svém starším bratrovi, králi Fridrichu Augustovi II., který se stal obětí smrtelné nehody. Albert se stal předsedou státní rady a stal se politicky aktivní se značným vlivem. Králem se stal po smrti otce (29. října 1873). V době jeho vlády nedošlo k žádným významným událostem; král Albert se stranil vysoké politiky.

### Manželství, následník
18. června roku 1853 se oženil se švédskou princeznou Karolou Vasa, dcerou prince Gustava Vasy. Z jejich manželství se nenarodily žádné děti.
Král Albert zemřel v roce 1902 a byl pochován v Katedrále Nejsvětější Trojice v Drážďanech. Protože zemřel bezdětný, nastoupil po něm na saský královský trůn jeho mladší bratr Jiří jako Jiří I. Saský.

## Vývod z předků
|                 |                                       |  |                                     |                                      |  |  |  |  |  |  |  | August III. Polský |
|                 |                                       |  |                                     |                                      |  |  |  |  |  |  |  |                    |
|                 | Fridrich Kristián Saský               |  |                                     |                                      |  |  |  |  |  |  |  |                    |
|                 |                                       |  |                                     |                                      |  |  |  |  |  |  |  |                    |
|                 |                                       |  |                                     | Marie Josefa Habsburská              |  |  |  |  |  |  |  |                    |
|                 |                                       |  |                                     |                                      |  |  |  |  |  |  |  |                    |
|                 | Maximilián Saský                      |  |                                     |                                      |  |  |  |  |  |  |  |                    |
|                 |                                       |  |                                     |                                      |  |  |  |  |  |  |  |                    |
|                 |                                       |  |                                     | Karel VII. Bavorský                  |  |  |  |  |  |  |  |                    |
|                 |                                       |  |                                     |                                      |  |  |  |  |  |  |  |                    |
|                 | Marie Antonie Bavorská                |  |                                     |                                      |  |  |  |  |  |  |  |                    |
|                 |                                       |  |                                     |                                      |  |  |  |  |  |  |  |                    |
|                 |                                       |  |                                     | Marie Amálie Habsburská              |  |  |  |  |  |  |  |                    |
|                 |                                       |  |                                     |                                      |  |  |  |  |  |  |  |                    |
|                 | Jan I. Saský                          |  |                                     |                                      |  |  |  |  |  |  |  |                    |
|                 |                                       |  |                                     |                                      |  |  |  |  |  |  |  |                    |
|                 |                                       |  |                                     | Filip Parmský                        |  |  |  |  |  |  |  |                    |
|                 |                                       |  |                                     |                                      |  |  |  |  |  |  |  |                    |
|                 | Ferdinand Parmský                     |  |                                     |                                      |  |  |  |  |  |  |  |                    |
|                 |                                       |  |                                     |                                      |  |  |  |  |  |  |  |                    |
|                 |                                       |  |                                     | Luisa Alžběta Francouzská            |  |  |  |  |  |  |  |                    |
|                 |                                       |  |                                     |                                      |  |  |  |  |  |  |  |                    |
|                 | Karolína Marie Tereza Parmská         |  |                                     |                                      |  |  |  |  |  |  |  |                    |
|                 |                                       |  |                                     |                                      |  |  |  |  |  |  |  |                    |
|                 |                                       |  |                                     | František I. Štěpán Lotrinský        |  |  |  |  |  |  |  |                    |
|                 |                                       |  |                                     |                                      |  |  |  |  |  |  |  |                    |
|                 | Marie Amálie Habsbursko-Lotrinská     |  |                                     |                                      |  |  |  |  |  |  |  |                    |
|                 |                                       |  |                                     |                                      |  |  |  |  |  |  |  |                    |
|                 |                                       |  |                                     | Marie Terezie                        |  |  |  |  |  |  |  |                    |
|                 |                                       |  |                                     |                                      |  |  |  |  |  |  |  |                    |
| Albert I. Saský |                                       |  |                                     |                                      |  |  |  |  |  |  |  |                    |
|                 |                                       |  |                                     |                                      |  |  |  |  |  |  |  |                    |
|                 |                                       |  | Kristián III. Falcko-Zweibrückenský |                                      |  |  |  |  |  |  |  |                    |
|                 |                                       |  |                                     |                                      |  |  |  |  |  |  |  |                    |
|                 | Fridrich Michal Falcko-Zweibrückenský |  |                                     |                                      |  |  |  |  |  |  |  |                    |
|                 |                                       |  |                                     |                                      |  |  |  |  |  |  |  |                    |
|                 |                                       |  |                                     | Karolína Nasavsko-Saarbrückenská     |  |  |  |  |  |  |  |                    |
|                 |                                       |  |                                     |                                      |  |  |  |  |  |  |  |                    |
|                 | Maxmilián I. Josef Bavorský           |  |                                     |                                      |  |  |  |  |  |  |  |                    |
|                 |                                       |  |                                     |                                      |  |  |  |  |  |  |  |                    |
|                 |                                       |  |                                     | Josef Karel Falcko-Sulzbašský        |  |  |  |  |  |  |  |                    |
|                 |                                       |  |                                     |                                      |  |  |  |  |  |  |  |                    |
|                 | Marie Františka Falcko-Sulzbašská     |  |                                     |                                      |  |  |  |  |  |  |  |                    |
|                 |                                       |  |                                     |                                      |  |  |  |  |  |  |  |                    |
|                 |                                       |  |                                     | Alžběta Augusta Falcko-Neuburská     |  |  |  |  |  |  |  |                    |
|                 |                                       |  |                                     |                                      |  |  |  |  |  |  |  |                    |
|                 | Amálie Augusta Bavorská               |  |                                     |                                      |  |  |  |  |  |  |  |                    |
|                 |                                       |  |                                     |                                      |  |  |  |  |  |  |  |                    |
|                 |                                       |  |                                     | Karel Fridrich Bádenský              |  |  |  |  |  |  |  |                    |
|                 |                                       |  |                                     |                                      |  |  |  |  |  |  |  |                    |
|                 | Karel Ludvík Bádenský                 |  |                                     |                                      |  |  |  |  |  |  |  |                    |
|                 |                                       |  |                                     |                                      |  |  |  |  |  |  |  |                    |
|                 |                                       |  |                                     | Karolína Luisa Hesensko-Darmstadtská |  |  |  |  |  |  |  |                    |
|                 |                                       |  |                                     |                                      |  |  |  |  |  |  |  |                    |
|                 | Karolína Frederika Vilemína Bádenská  |  |                                     |                                      |  |  |  |  |  |  |  |                    |
|                 |                                       |  |                                     |                                      |  |  |  |  |  |  |  |                    |
|                 |                                       |  |                                     | Ludvík IX. Hesensko-Darmstadtský     |  |  |  |  |  |  |  |                    |
|                 |                                       |  |                                     |                                      |  |  |  |  |  |  |  |                    |
|                 | Amálie Hesensko-Darmstadtská          |  |                                     |                                      |  |  |  |  |  |  |  |                    |
|                 |                                       |  |                                     |                                      |  |  |  |  |  |  |  |                    |
|                 |                                       |  |                                     | Karolína Falcko-Zweibrückenská       |  |  |  |  |  |  |  |                    |
|                 |                                       |  |                                     |                                      |  |  |  |  |  |  |  |                    |